# Boronia rozefeldsii
Boronia rozefeldsii är en vinruteväxtart som beskrevs av Duretto. Boronia rozefeldsii ingår i släktet Boronia och familjen vinruteväxter. Inga underarter finns listade i Catalogue of Life.